# Хэмилтон, Виктория
Викто́рия Хэ́милтон урожд. Шарп (англ. Victoria Hamilton; род. 5 апреля 1971, Уимблдон, Лондон) — британская актриса.

## Биография
Виктория Шарп родилась 5 апреля 1971 года в западном пригороде Лондона Уимблдоне, а выросла в Годалминге что в графстве Суррей. образование получила в Лондонской академии музыкального и драматического искусства. Знаменита под псевдонимом Хэмилтон.
Замужем за актёром Марком Бэйзли, есть сын.
Хэмилтон знаменита своими ролями в костюмированных драмах. Например, она появилась в роли Руби Пратт в телесериале «Чуть свет — в Кэндлфорд». Другие её роли включают: миссис Форстер из телесериала «Гордость и предубеждение», Мария Бертрам в фильме «Мэнсфилд-парк», королева Виктория в телесериале BBC «Виктория и Альберт», королева-мать Елизавета в телесериале «Корона» и пр.
Также она появилась в 1 эпизоде 4 сезона телесериала «Убийства в Мидсомере» — «Сад смерти» в роли Хилари Инкпен-Томас, угнетённой незаконнорождённой дочери, ставшей убийцей.
Хэмилтон сыграла в театральной постановке «Строитель Сольнес» Ибсена, вместе с Аланом Бейтсом и Джеммой Джонс.

## Фильмография
| Год       |   | Русское название                                 | Оригинальное название                       | Роль                    |
| --------- | - | ------------------------------------------------ | ------------------------------------------- | ----------------------- |
| 1995      | ф | Доводы рассудка                                  | Persuasion                                  | Генриетта Масгроу       |
| 1995      | ф | Гордость и предубеждение                         | Pride and Prejudice                         | миссис Форстер          |
| 1999      | ф | Мэнсфилд-парк                                    | Mansfield Park                              | Мария Бертрам           |
| 2000—2000 | с | Убийства в Мидсомере, эпизод «Сад смерти»        | Midsomer Murders, episode «Garden of Death» | Хилари Инкпен-Томас     |
| 2001      | ф | Виктория и Альберт                               | Victoria & Albert                           | королева Виктория       |
| 2003      | ф | В поисках Бронте                                 | In Search of the Brontës                    | Шарлотта Бронте         |
| 2005—2005 | с | Истории, леденящие кровь                         | Twisted Tales                               | Джесси Васкес           |
| 2005—2005 | с | Путешествие на край Земли                        | To the Ends of the Earth                    | мисс Грэнхэм            |
| 2005—2005 | с | Иерихон                                          | Jericho                                     | мисс Гринуэй            |
| 2006      | ф | Сенсация                                         | Scoop                                       | Джен                    |
| 2006      | ф | Широкое Саргассово море                          | Wide Sargasso Sea                           | тётушка Кора            |
| 2006      | ф | Собиратели ракушек                               | The Shell Seekers                           | Нэнси Чамберлэйн        |
| 2008      | ф | French Film: Другие сцены сексуального характера | French Film                                 | Шерил                   |
| 2008—2011 | с | Чуть свет — в Кэндлфорд                          | Lark Rise to Candleford                     | Руби Пратт              |
| 2010      | ф | Тост                                             | Toast                                       | Мама                    |
| 2013      | с | Что останется после тебя?                        | What Remains                                | Пегги Скотт             |
| 2016—2017 | с | Корона                                           | The Crown                                   | королева-мать Елизавета |